# Storbergstjärnen (Burträsks socken, Västerbotten)
Storbergstjärnen är en sjö i Skellefteå kommun i Västerbotten och ingår i Bureälvens huvudavrinningsområde.